# افسانه رستم
افسانهٔ رستم فیلم سینمایی محصول کشور اتحاد جماهیر شوروی در سال ۱۹۷۱ است. این فیلم اولین قسمت از سه گانهٔ فیلم‌های اسطوره ای و حماسه ای است که بر اساس شاهنامه فردوسی ساخته شده‌است.